# Illes Plavnikòvie
Les illes Plavnikòvie (en rus: острова Плавниковые; Ostrova Plavnikovyye) format per una quarantena d'illes que es troben a la regió oriental del mar de Kara, davant de la costa de Sibèria. Les illes estan cobertes de vegetació de tundra, amb molts llacs i zones pantanoses. Estan cobertes de neu i gel durant bona part de l'any. Formen part de la Reserva Natural del Gran Àrtic, la reserva natural més gran de Rússia.
Les dues illes més grans del grup són Pestsovi i Krugli. La majoria de les illes es troben a menys de 10 km a l'oest de la costa de la península de Taimir, tot i que també n'hi ha alguna, com la de Bardroper, que es troben més allunyades de la costa.